# Joel Müller
Joel (Julius) Müller (4. November 1827 in Ostroh, Kaisertum Österreich – 6. November 1895 in Berlin) war ein österreichischer Hebraist und Talmudist.

## Leben
Müller studierte Jurisprudenz an der Universität Wien und wurde im Jahr 1853 in der Nachfolge seines Vaters Rabbiner in Ostroh und danach in Leipa. Ab 1874 war er als Religionslehrer in Wien tätig, 1882 erhielt er eine Berufung als Dozent an die Hochschule für die Wissenschaft des Judentums in Berlin. Er besorgte unter anderem Einzelausgaben gaonäischer Responsen. Seine Editionen in diesem Bereich zählen als grundlegende Werke und wurden häufig nachgedruckt. 

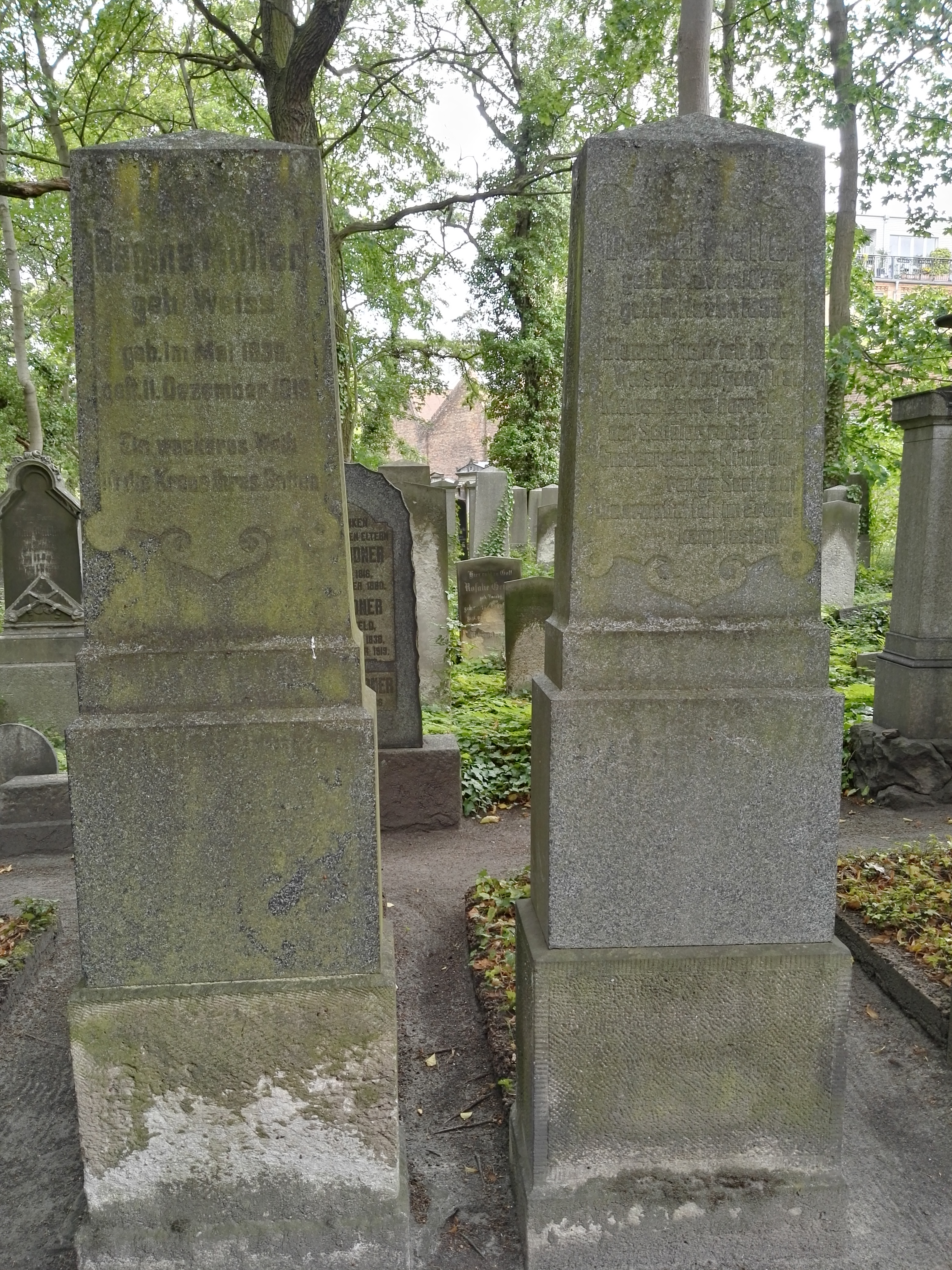
Grabstätte

Er wurde auf dem Jüdischen Friedhof Berlin-Weißensee beerdigt. Seine Tochter Amalie heiratete 1888 den Bibliothekar Bernhard Münz.